# Swap de volatilité
En finance, un swap de volatilité (en anglais, « volatility swap ») est un contrat à terme sur la volatilité à venir d'un actif sous-jacent.

## Présentation
Les swaps de volatilité permettent aux investisseurs de spéculer sur la volatilité d'un actif directement.(respectivement de variance) est un produit dérivé dont le payoff est {\displaystyle N(\sigma _{R}-K_{vol})} (resp. {\displaystyle N(\sigma _{R}^{2}-K_{var})}),
où 
{\displaystyle \sigma _{R}}
est la volatilité réalisée sur la période du swap.
On peut s'en servir pour spéculer sur le niveau futur de la volatilité d'un cours ou d'un indice, ou pour se couvrir contre des variations imprévues de la volatilité, si on utilise des stratégies dont l'efficacité est fortement dépendante de la volatilité par exemple.